# Equal Care Day

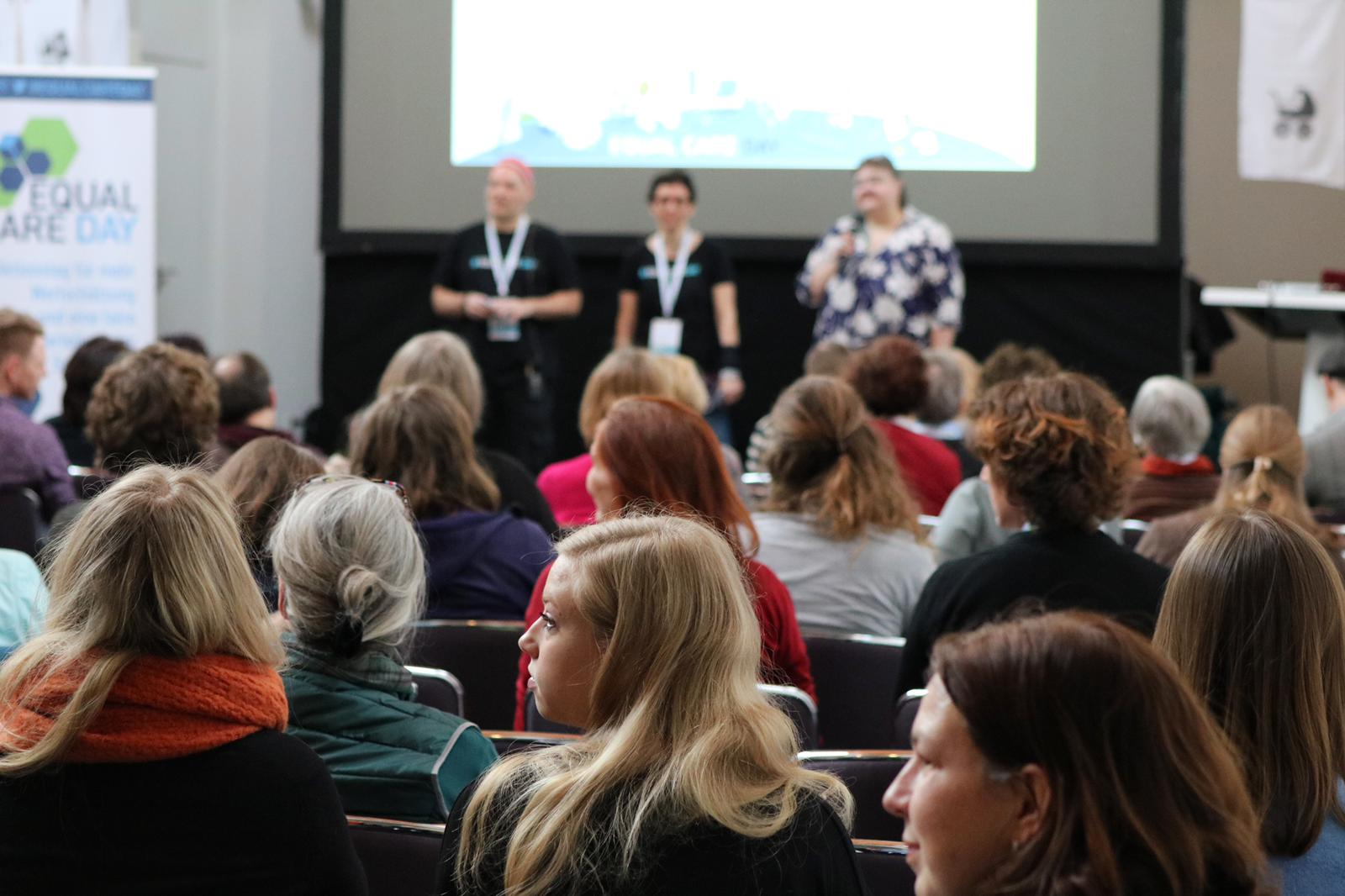
CareCamp anlässlich des Equal Care Days in Bonn (2020)

Der Equal Care Day (englisch) ist ein Aktionstag, der auf die mangelnde Wertschätzung und unfaire Verteilung von Fürsorgearbeit aufmerksam macht. Die Festlegung auf den 29. Februar, der als Schalttag nur alle 4 Jahre stattfindet und in den Jahren dazwischen übergangen wird, weist darauf hin, dass Care-Arbeit als weitgehend „unsichtbare Arbeit“ gilt, die oft nicht wahrgenommen und nicht bezahlt wird. Der Tag symbolisiert außerdem das Verhältnis von 4:1 bei der Verteilung von Care-Arbeit und ruft in Erinnerung, dass Männer rechnerisch etwa vier Jahre bräuchten, um so viel private, berufliche und ehrenamtliche Fürsorgetätigkeiten zu erbringen wie Frauen in einem Jahr. Das Anliegen der Initiative ist es, die Aufgaben der Fürsorge und Pflege gleichmäßiger auf beide Geschlechter zu verteilen, sie generell aufzuwerten und ihre arbeitsrechtlichen sowie gesellschaftspolitischen Rahmenbedingungen zu verbessern.

## Geschichte
Der Equal Care Day wurde 2016 von Almut Schnerring und Sascha Verlan ins Leben gerufen. Er entstand in Anlehnung an den Equal Pay Day, der daran erinnert, dass Frauen im Durchschnitt deutlich weniger verdienen als Männer. Seit 2018 wird der Equal Care Day von klische*esc e. V. veranstaltet und wurde 2019 für ein Jahr von der Bundeszentrale für politische Bildung gefördert. 2020 fanden bundesweit in über 20 Städten Aktionen unter dem Dach des Equal Care Day statt, 2023 kamen Veranstaltungen in Österreich und Italien hinzu. Im Zentrum stand eine zweitägige Konferenz in Bonn, bei der die Care-Situation in Deutschland diskutiert wurde, um Forderungen und Lösungsansätze für ein Manifest zu erarbeiten. Die Grundlage lieferten acht Workshops, die Care-Arbeit von der Wiege bis zur Bahre abbildeten: Geburt und Geburtshilfe, Familienarbeit und Kindererziehung, Mental Load und Self Care, Betreuung und Krankenpflege, Grundeinkommen und Care-Konten, Fürsorgliche Unternehmen, Care und Umwelt sowie Altenpflege und Sterbebegleitung.

## Equal Care Manifest
Das Equal Care Manifest wurde am 20. Mai 2020 veröffentlicht und verlangt die Anerkennung von Sorgearbeit als gesellschaftliches Grundfundament. Unter Mitwirkung von Berufsverbänden, Wissenschaftlern und Hilfsorganisationen wurden 18 Forderungen aufgestellt, zu denen neben besserer Bezahlung in Care-Berufen und einer fairen Verteilung unbezahlter Sorgearbeit zwischen den Geschlechtern auch die „Abbildung der Wertschöpfung durch unbezahlte Sorgearbeit in den volkswirtschaftlichen Gesamtrechnungen und eine Übernahme von Care-Verantwortung durch privatwirtschaftliche Unternehmen“ zählt.

## Equal Care Day und Equal Pay Day
Während der Fokus des Equal Pay Day auf der Entgeltgleichheit bezahlter Erwerbsarbeit liegt, nimmt der Equal Care Day auch die unbezahlte Sorgearbeit in den Blick, die in der Familie und als Ehrenamt erbracht wird. Er macht darauf aufmerksam, dass sich die Konditionen bezahlter und unbezahlter Leistungen gegenseitig bedingen, voneinander abhängen und teilweise auch in Konkurrenz zueinander stehen: „Von der Arbeit in der Familie behaupten viele PolitikerInnen und ÖkonomInnen, sie sei unbezahlbar – und zwar im doppelten Sinne [...]. Da ist vor allem die Rede von der ‚aus Liebe’ zur Familie erbrachten Betreuungsleistung oder vom Ehrenamt für die ‚Rettung der Menschheit’ und, meist etwas leiser, auch davon, dass die Milliarden unbezahlter Arbeitsstunden, wollte man sie tatsächlich bezahlen, unfinanzierbar seien. Die geschlechtsspezifische Entgeltlücke rührt zum Teil daher, dass so eine Konkurrenz der unbezahlten zur bezahlten Arbeit entsteht, in deren Folge die professionelle Sorgearbeit zu gering bewertet wird. Geringschätzung von Frauen und ihrer Arbeitsleistung führt zu Entgeltdiskriminierung, dem Gender Pay Gap [...]“, so Hannelore Buls. Neben den geschlechts- und den daraus resultierenden branchenspezifischen Lohnunterschieden macht der Equal Care Day auch auf die unbezahlte Arbeit aufmerksam, deren Umfang bei 4,5 Stunden pro Tag liegt, die Frauen in Deutschland durchschnittlich erbringen, ohne dafür bezahlt zu werden (Stand 2019). Eine von Oxfam 2020 veröffentlichte Studie zu sozialer Ungleichheit zeigte, dass Frauen weltweit 12 Milliarden Stunden Arbeit leisten, ohne dafür bezahlt zu werden.

## Gender Care Gap
Der Gender Care Gap gilt als Indikator für die Gleichstellung der Geschlechter. Er beziffert die geschlechtsspezifische Differenz des Zeitaufwands, der für unbezahlte Sorgearbeit aufgebracht wird. Aus dem 2019 veröffentlichten Gleichstellungsbericht der Bundesregierung geht hervor, dass sich Frauen beim Thema Care in größerem Maß engagieren als Männer. Der Gender Care Gap beträgt ihm zufolge 52,4 Prozent und wurde auf Basis der Zeitverwendungserhebung des Statistischen Bundesamtes von 2012/2013 berechnet. Der Gender Care Gap variiert je nach Alter und Lebenssituation. Seinen Höchstwert erreichte er mit 110,6 Prozent in der Gruppe der 34-Jährigen und verringerte sich mit zunehmendem Alter. In Familien mit Kindern war die Care-Lücke mit 83,3 Prozent besonders hoch, aber auch alleinlebende Frauen wendeten mehr Zeit für Care-Tätigkeiten auf als alleinlebende Männer. Die globale Nothilfe- und Entwicklungsorganisation Oxfam wies darauf hin, dass Mädchen und Frauen weltweit hauptverantwortlich für die unbezahlte Care-Arbeit sind und dies auch dazu führt, dass Mädchen weniger Zugang zu Bildung haben, was sich negativ auf ihre berufliche Entwicklung auswirkt und die soziale Ungleichheit noch verschärft.

## Global Care Chain
Das hierarchische Ungleichgewicht zwischen den Geschlechtern bei der Verteilung der Betreuungs-, Emotions-, Haushalts- und Pflegeaufgaben umfasst auch Merkmale der ethnischen Zugehörigkeit sowie des sozialen Status und zeigt sich in der Arbeitsmigration im Betreuungssektor. Als Global Care Chain wird in der Soziologie diese globale Umverteilung bezahlter wie unbezahlter Betreuungsaufgaben innerhalb bestimmter Bevölkerungsgruppen bezeichnet. In einem typischen transnationalen Care-Arragement stellt eine wohlhabende Familie aus einem Industriestaat eine Migrantin aus einem wirtschaftlich ärmeren Land ein, deren eigene Fürsorgearbeit zu Hause durch ärmere, ältere oder vom Land kommende Frauen übernommen wird.

## Mental Load
Mental Load bezeichnet den unsichtbaren Bereich der Care-Arbeit, der all die Management-Prozesse umfasst, die hinter den sichtbaren Aufgaben liegen. „Es sind die vielen wiederkehrenden einfachen und komplizierten To-Dos und Fragen des Alltags: Welche Lebensmittel müssen wann eingekauft werden? Welche Rechnungen sind zu bezahlen? Dem Vermieter schreiben! Neue Zahnpasta kaufen!“

## Rezeption
Medien wie Emma, Taz, Süddeutsche Zeitung und Die Zeit berichteten über die Einführung des Aktionstags. In den Folgejahren wurde das bewusste Übergehen des Equal-Care-Day zwischen den Schaltjahren als Aufhänger für Veranstaltungen, Fernsehberichte, Social-Media-Aktionen und politische Aufrufe genutzt. Unter dem Hashtag #equalcareday werden seit 2016 Tweets und Blogbeiträge zum Thema verfasst. 2018 riefen die Organisatorinnen und Organisatoren zu einer deutschlandweiten Briefaktion auf. In Form persönlicher Briefe an ein Kind der nächsten oder übernächsten Generation sollten Wünsche und Gedanken zur Situation der Care-Arbeit formuliert werden. Im Vorfeld des Equal Care Day 2020 wurde unter dem Hashtag #unverSichtbar ein Aufruf gestartet, Personen, die unbeachtet Fürsorge leisten, für eine „Galerie der unsichtbaren Arbeit“ vorzuschlagen und zu porträtieren.